# Günter Guse
Günter Guse, född 30 augusti 1886 i Stettin, död 6 maj 1953 i det ryska krigsfånglägret Vladimir, var en tysk militär. Han utnämndes till amiral år 1940.